# Авианосцы типа «Клемансо»
Тип «Клемансо» (фр. Classe Clemenceau) — серия французских авианосцев. Первые авианосцы, спроектированные во Франции после окончания Второй мировой войны, они также стали и первыми французскими авианосцами собственной разработки, изначально строившимися в таком качестве, а не являвшимися переделками кораблей других классов. В 1955—1963 годах были построены два корабля этого типа. На протяжении более чем трёх десятилетий, авианосцы типа «Клемансо» являлись наиболее мощными кораблями ВМС Франции и несли активную службу, неоднократно модернизируясь. Сняты с вооружения они были в 1997—2000 годах, с появлением более современного авианосца «Шарль де Голль». Один из авианосцев типа «Клемансо» был в 2000 году продан Бразилии, выведен из состава флота в 2018 году, затем затоплен 4 февраля 2023 года.

## Представители
| Название                                     | Номер    | Судоверфь                       | Закладка       | Спуск на воду   | Вступление в строй | Судьба                                                             |
| -------------------------------------------- | -------- | ------------------------------- | -------------- | --------------- | ------------------ | ------------------------------------------------------------------ |
| Клемансо Clemenceau                          | R 98     | Брестский арсенал               | ноябрь 1955    | 21 декабря 1957 | 22 ноября 1961     | снят с вооружения 1 октября 1997, разобран в 2009-2010             |
| Фош Foch В ВМС Бразилии: Сан Паулу São Paulo | R 99/А12 | Pehoet Loire/ Брестский арсенал | 15 ноября 1957 | 23 июля 1960    | 15 июля 1963       | продан Бразилии в 2000, состоял на службе с 2001 по 2018. Затоплен |